# Letterkunde
De term letterkunde wordt in de eerste plaats gebruikt voor de studie van de literatuur, ofwel van de teksten die in een bepaalde taal zijn geschreven. Deze wetenschappelijke discipline wordt vaak gecombineerd met taalkunde, de studie van de taal zelf, en met cultuurwetenschappen.
De term letterkunde wordt daarnaast ook wel gebruikt als volwaardig synoniem voor "literatuur" of "literaire canon" (in zinnen als In de Engelse letterkunde is Shakespeare de centrale figuur).

## Letterkundige
Een letterkundige bestudeert teksten die tot de literatuur worden gerekend, en het fenomeen literatuur in brede zin (zie ook literatuurbedrijf). Iemand die het beroep van letterkundige uitoefent wordt ook wel "literator" genoemd, zij het dat deze laatste term ook een bredere betekenis kan hebben en kan staan voor iemand die geheel opgaat in de letteren. Ook een toegewijd schrijver, dus niet een onderzoeker maar een beoefenaar van de letterkunde, wordt wel aangeduid als letterkundige of literator.

## Hoger onderwijs
In het Nederlandstalige hoger onderwijs is "Taal- en letterkunde" de overkoepelende benaming van een reeks universitaire studies. Zo behoren de studie van de Romaanse, Slavische, oosterse ... talen tot de bachelor en master in de Taal- en letterkunde.